# Фламандская доска
«Фламандская доска» (исп. La tabla de Flandes) — роман Артуро Переса-Реверте, принёсший ему успех в 1990 году. Расследуя убийство, ключ к которому скрыт на фламандской картине XV века, главные герои сами попадают в детективную ситуацию.

## Сюжет
При реставрации на картине XV века обнаруживают скрытую надпись. Анализируя шахматную позицию, изображённую на картине, герои пытаются раскрыть убийство, совершённое в XV веке.

## Рецензии
Рецензия В. Н. Распопина: 

Детективы испанского писателя Артуро Переса-Реверте (род. в 1951 г.) сверхпопулярны во всем мире, почти все экранизированы, однако обладают, на мой взгляд, достоинствами не столько головокружительно закрученного сюжета, сколько собственно литературными, а именно: изящным стилем, тонкой психологической проработкой характеров персонажей, населяющих оригинальный, то есть похожий на реальный и в то же время очевидно созданный воображением автора художественный мир антикваров, букинистов, шахматистов и коллекционеров разного рода произведений искусств— 

## Интересные факты
- Роман был экранизирован в 1994 году. Фильм «Фламандская доска» (англ. Uncovered) снял режиссёр Джим Макбрайд[англ.]. Роли в фильме исполнили Кейт Бекинсейл (Хулия), Джон Вуд (Сесар), Шинейд Кьюсак (Менчу), Подж Биэн[англ.] (Доминик) и Хелен Маккрори (Лола Бельмонте)
- Диаграмма, изображённая на картине

|   | a | b | c | d | e | f | g | h |   |
| - | --- | --- | --- | --- | --- | --- | --- | --- | - |
| 8 | b8 чёрный конь · c8 чёрный слон · a7 чёрная пешка · b7 чёрная пешка · d7 чёрная пешка · a6 белая пешка · b6 белая ладья · c6 белая пешка · a5 чёрная пешка · b5 белая ладья · a4 чёрный король · c4 белый король · e4 белая пешка · c3 белая пешка · c2 чёрный ферзь · d2 белая пешка · f2 белая пешка · b1 белый конь · c1 чёрная ладья · d1 чёрный конь · e1 белый ферзь · f1 белый слон | b8 чёрный конь · c8 чёрный слон · a7 чёрная пешка · b7 чёрная пешка · d7 чёрная пешка · a6 белая пешка · b6 белая ладья · c6 белая пешка · a5 чёрная пешка · b5 белая ладья · a4 чёрный король · c4 белый король · e4 белая пешка · c3 белая пешка · c2 чёрный ферзь · d2 белая пешка · f2 белая пешка · b1 белый конь · c1 чёрная ладья · d1 чёрный конь · e1 белый ферзь · f1 белый слон | b8 чёрный конь · c8 чёрный слон · a7 чёрная пешка · b7 чёрная пешка · d7 чёрная пешка · a6 белая пешка · b6 белая ладья · c6 белая пешка · a5 чёрная пешка · b5 белая ладья · a4 чёрный король · c4 белый король · e4 белая пешка · c3 белая пешка · c2 чёрный ферзь · d2 белая пешка · f2 белая пешка · b1 белый конь · c1 чёрная ладья · d1 чёрный конь · e1 белый ферзь · f1 белый слон | b8 чёрный конь · c8 чёрный слон · a7 чёрная пешка · b7 чёрная пешка · d7 чёрная пешка · a6 белая пешка · b6 белая ладья · c6 белая пешка · a5 чёрная пешка · b5 белая ладья · a4 чёрный король · c4 белый король · e4 белая пешка · c3 белая пешка · c2 чёрный ферзь · d2 белая пешка · f2 белая пешка · b1 белый конь · c1 чёрная ладья · d1 чёрный конь · e1 белый ферзь · f1 белый слон | b8 чёрный конь · c8 чёрный слон · a7 чёрная пешка · b7 чёрная пешка · d7 чёрная пешка · a6 белая пешка · b6 белая ладья · c6 белая пешка · a5 чёрная пешка · b5 белая ладья · a4 чёрный король · c4 белый король · e4 белая пешка · c3 белая пешка · c2 чёрный ферзь · d2 белая пешка · f2 белая пешка · b1 белый конь · c1 чёрная ладья · d1 чёрный конь · e1 белый ферзь · f1 белый слон | b8 чёрный конь · c8 чёрный слон · a7 чёрная пешка · b7 чёрная пешка · d7 чёрная пешка · a6 белая пешка · b6 белая ладья · c6 белая пешка · a5 чёрная пешка · b5 белая ладья · a4 чёрный король · c4 белый король · e4 белая пешка · c3 белая пешка · c2 чёрный ферзь · d2 белая пешка · f2 белая пешка · b1 белый конь · c1 чёрная ладья · d1 чёрный конь · e1 белый ферзь · f1 белый слон | b8 чёрный конь · c8 чёрный слон · a7 чёрная пешка · b7 чёрная пешка · d7 чёрная пешка · a6 белая пешка · b6 белая ладья · c6 белая пешка · a5 чёрная пешка · b5 белая ладья · a4 чёрный король · c4 белый король · e4 белая пешка · c3 белая пешка · c2 чёрный ферзь · d2 белая пешка · f2 белая пешка · b1 белый конь · c1 чёрная ладья · d1 чёрный конь · e1 белый ферзь · f1 белый слон | b8 чёрный конь · c8 чёрный слон · a7 чёрная пешка · b7 чёрная пешка · d7 чёрная пешка · a6 белая пешка · b6 белая ладья · c6 белая пешка · a5 чёрная пешка · b5 белая ладья · a4 чёрный король · c4 белый король · e4 белая пешка · c3 белая пешка · c2 чёрный ферзь · d2 белая пешка · f2 белая пешка · b1 белый конь · c1 чёрная ладья · d1 чёрный конь · e1 белый ферзь · f1 белый слон | 8 |
| 7 | b8 чёрный конь · c8 чёрный слон · a7 чёрная пешка · b7 чёрная пешка · d7 чёрная пешка · a6 белая пешка · b6 белая ладья · c6 белая пешка · a5 чёрная пешка · b5 белая ладья · a4 чёрный король · c4 белый король · e4 белая пешка · c3 белая пешка · c2 чёрный ферзь · d2 белая пешка · f2 белая пешка · b1 белый конь · c1 чёрная ладья · d1 чёрный конь · e1 белый ферзь · f1 белый слон | b8 чёрный конь · c8 чёрный слон · a7 чёрная пешка · b7 чёрная пешка · d7 чёрная пешка · a6 белая пешка · b6 белая ладья · c6 белая пешка · a5 чёрная пешка · b5 белая ладья · a4 чёрный король · c4 белый король · e4 белая пешка · c3 белая пешка · c2 чёрный ферзь · d2 белая пешка · f2 белая пешка · b1 белый конь · c1 чёрная ладья · d1 чёрный конь · e1 белый ферзь · f1 белый слон | b8 чёрный конь · c8 чёрный слон · a7 чёрная пешка · b7 чёрная пешка · d7 чёрная пешка · a6 белая пешка · b6 белая ладья · c6 белая пешка · a5 чёрная пешка · b5 белая ладья · a4 чёрный король · c4 белый король · e4 белая пешка · c3 белая пешка · c2 чёрный ферзь · d2 белая пешка · f2 белая пешка · b1 белый конь · c1 чёрная ладья · d1 чёрный конь · e1 белый ферзь · f1 белый слон | b8 чёрный конь · c8 чёрный слон · a7 чёрная пешка · b7 чёрная пешка · d7 чёрная пешка · a6 белая пешка · b6 белая ладья · c6 белая пешка · a5 чёрная пешка · b5 белая ладья · a4 чёрный король · c4 белый король · e4 белая пешка · c3 белая пешка · c2 чёрный ферзь · d2 белая пешка · f2 белая пешка · b1 белый конь · c1 чёрная ладья · d1 чёрный конь · e1 белый ферзь · f1 белый слон | b8 чёрный конь · c8 чёрный слон · a7 чёрная пешка · b7 чёрная пешка · d7 чёрная пешка · a6 белая пешка · b6 белая ладья · c6 белая пешка · a5 чёрная пешка · b5 белая ладья · a4 чёрный король · c4 белый король · e4 белая пешка · c3 белая пешка · c2 чёрный ферзь · d2 белая пешка · f2 белая пешка · b1 белый конь · c1 чёрная ладья · d1 чёрный конь · e1 белый ферзь · f1 белый слон | b8 чёрный конь · c8 чёрный слон · a7 чёрная пешка · b7 чёрная пешка · d7 чёрная пешка · a6 белая пешка · b6 белая ладья · c6 белая пешка · a5 чёрная пешка · b5 белая ладья · a4 чёрный король · c4 белый король · e4 белая пешка · c3 белая пешка · c2 чёрный ферзь · d2 белая пешка · f2 белая пешка · b1 белый конь · c1 чёрная ладья · d1 чёрный конь · e1 белый ферзь · f1 белый слон | b8 чёрный конь · c8 чёрный слон · a7 чёрная пешка · b7 чёрная пешка · d7 чёрная пешка · a6 белая пешка · b6 белая ладья · c6 белая пешка · a5 чёрная пешка · b5 белая ладья · a4 чёрный король · c4 белый король · e4 белая пешка · c3 белая пешка · c2 чёрный ферзь · d2 белая пешка · f2 белая пешка · b1 белый конь · c1 чёрная ладья · d1 чёрный конь · e1 белый ферзь · f1 белый слон | b8 чёрный конь · c8 чёрный слон · a7 чёрная пешка · b7 чёрная пешка · d7 чёрная пешка · a6 белая пешка · b6 белая ладья · c6 белая пешка · a5 чёрная пешка · b5 белая ладья · a4 чёрный король · c4 белый король · e4 белая пешка · c3 белая пешка · c2 чёрный ферзь · d2 белая пешка · f2 белая пешка · b1 белый конь · c1 чёрная ладья · d1 чёрный конь · e1 белый ферзь · f1 белый слон | 7 |
| 6 | b8 чёрный конь · c8 чёрный слон · a7 чёрная пешка · b7 чёрная пешка · d7 чёрная пешка · a6 белая пешка · b6 белая ладья · c6 белая пешка · a5 чёрная пешка · b5 белая ладья · a4 чёрный король · c4 белый король · e4 белая пешка · c3 белая пешка · c2 чёрный ферзь · d2 белая пешка · f2 белая пешка · b1 белый конь · c1 чёрная ладья · d1 чёрный конь · e1 белый ферзь · f1 белый слон | b8 чёрный конь · c8 чёрный слон · a7 чёрная пешка · b7 чёрная пешка · d7 чёрная пешка · a6 белая пешка · b6 белая ладья · c6 белая пешка · a5 чёрная пешка · b5 белая ладья · a4 чёрный король · c4 белый король · e4 белая пешка · c3 белая пешка · c2 чёрный ферзь · d2 белая пешка · f2 белая пешка · b1 белый конь · c1 чёрная ладья · d1 чёрный конь · e1 белый ферзь · f1 белый слон | b8 чёрный конь · c8 чёрный слон · a7 чёрная пешка · b7 чёрная пешка · d7 чёрная пешка · a6 белая пешка · b6 белая ладья · c6 белая пешка · a5 чёрная пешка · b5 белая ладья · a4 чёрный король · c4 белый король · e4 белая пешка · c3 белая пешка · c2 чёрный ферзь · d2 белая пешка · f2 белая пешка · b1 белый конь · c1 чёрная ладья · d1 чёрный конь · e1 белый ферзь · f1 белый слон | b8 чёрный конь · c8 чёрный слон · a7 чёрная пешка · b7 чёрная пешка · d7 чёрная пешка · a6 белая пешка · b6 белая ладья · c6 белая пешка · a5 чёрная пешка · b5 белая ладья · a4 чёрный король · c4 белый король · e4 белая пешка · c3 белая пешка · c2 чёрный ферзь · d2 белая пешка · f2 белая пешка · b1 белый конь · c1 чёрная ладья · d1 чёрный конь · e1 белый ферзь · f1 белый слон | b8 чёрный конь · c8 чёрный слон · a7 чёрная пешка · b7 чёрная пешка · d7 чёрная пешка · a6 белая пешка · b6 белая ладья · c6 белая пешка · a5 чёрная пешка · b5 белая ладья · a4 чёрный король · c4 белый король · e4 белая пешка · c3 белая пешка · c2 чёрный ферзь · d2 белая пешка · f2 белая пешка · b1 белый конь · c1 чёрная ладья · d1 чёрный конь · e1 белый ферзь · f1 белый слон | b8 чёрный конь · c8 чёрный слон · a7 чёрная пешка · b7 чёрная пешка · d7 чёрная пешка · a6 белая пешка · b6 белая ладья · c6 белая пешка · a5 чёрная пешка · b5 белая ладья · a4 чёрный король · c4 белый король · e4 белая пешка · c3 белая пешка · c2 чёрный ферзь · d2 белая пешка · f2 белая пешка · b1 белый конь · c1 чёрная ладья · d1 чёрный конь · e1 белый ферзь · f1 белый слон | b8 чёрный конь · c8 чёрный слон · a7 чёрная пешка · b7 чёрная пешка · d7 чёрная пешка · a6 белая пешка · b6 белая ладья · c6 белая пешка · a5 чёрная пешка · b5 белая ладья · a4 чёрный король · c4 белый король · e4 белая пешка · c3 белая пешка · c2 чёрный ферзь · d2 белая пешка · f2 белая пешка · b1 белый конь · c1 чёрная ладья · d1 чёрный конь · e1 белый ферзь · f1 белый слон | b8 чёрный конь · c8 чёрный слон · a7 чёрная пешка · b7 чёрная пешка · d7 чёрная пешка · a6 белая пешка · b6 белая ладья · c6 белая пешка · a5 чёрная пешка · b5 белая ладья · a4 чёрный король · c4 белый король · e4 белая пешка · c3 белая пешка · c2 чёрный ферзь · d2 белая пешка · f2 белая пешка · b1 белый конь · c1 чёрная ладья · d1 чёрный конь · e1 белый ферзь · f1 белый слон | 6 |
| 5 | b8 чёрный конь · c8 чёрный слон · a7 чёрная пешка · b7 чёрная пешка · d7 чёрная пешка · a6 белая пешка · b6 белая ладья · c6 белая пешка · a5 чёрная пешка · b5 белая ладья · a4 чёрный король · c4 белый король · e4 белая пешка · c3 белая пешка · c2 чёрный ферзь · d2 белая пешка · f2 белая пешка · b1 белый конь · c1 чёрная ладья · d1 чёрный конь · e1 белый ферзь · f1 белый слон | b8 чёрный конь · c8 чёрный слон · a7 чёрная пешка · b7 чёрная пешка · d7 чёрная пешка · a6 белая пешка · b6 белая ладья · c6 белая пешка · a5 чёрная пешка · b5 белая ладья · a4 чёрный король · c4 белый король · e4 белая пешка · c3 белая пешка · c2 чёрный ферзь · d2 белая пешка · f2 белая пешка · b1 белый конь · c1 чёрная ладья · d1 чёрный конь · e1 белый ферзь · f1 белый слон | b8 чёрный конь · c8 чёрный слон · a7 чёрная пешка · b7 чёрная пешка · d7 чёрная пешка · a6 белая пешка · b6 белая ладья · c6 белая пешка · a5 чёрная пешка · b5 белая ладья · a4 чёрный король · c4 белый король · e4 белая пешка · c3 белая пешка · c2 чёрный ферзь · d2 белая пешка · f2 белая пешка · b1 белый конь · c1 чёрная ладья · d1 чёрный конь · e1 белый ферзь · f1 белый слон | b8 чёрный конь · c8 чёрный слон · a7 чёрная пешка · b7 чёрная пешка · d7 чёрная пешка · a6 белая пешка · b6 белая ладья · c6 белая пешка · a5 чёрная пешка · b5 белая ладья · a4 чёрный король · c4 белый король · e4 белая пешка · c3 белая пешка · c2 чёрный ферзь · d2 белая пешка · f2 белая пешка · b1 белый конь · c1 чёрная ладья · d1 чёрный конь · e1 белый ферзь · f1 белый слон | b8 чёрный конь · c8 чёрный слон · a7 чёрная пешка · b7 чёрная пешка · d7 чёрная пешка · a6 белая пешка · b6 белая ладья · c6 белая пешка · a5 чёрная пешка · b5 белая ладья · a4 чёрный король · c4 белый король · e4 белая пешка · c3 белая пешка · c2 чёрный ферзь · d2 белая пешка · f2 белая пешка · b1 белый конь · c1 чёрная ладья · d1 чёрный конь · e1 белый ферзь · f1 белый слон | b8 чёрный конь · c8 чёрный слон · a7 чёрная пешка · b7 чёрная пешка · d7 чёрная пешка · a6 белая пешка · b6 белая ладья · c6 белая пешка · a5 чёрная пешка · b5 белая ладья · a4 чёрный король · c4 белый король · e4 белая пешка · c3 белая пешка · c2 чёрный ферзь · d2 белая пешка · f2 белая пешка · b1 белый конь · c1 чёрная ладья · d1 чёрный конь · e1 белый ферзь · f1 белый слон | b8 чёрный конь · c8 чёрный слон · a7 чёрная пешка · b7 чёрная пешка · d7 чёрная пешка · a6 белая пешка · b6 белая ладья · c6 белая пешка · a5 чёрная пешка · b5 белая ладья · a4 чёрный король · c4 белый король · e4 белая пешка · c3 белая пешка · c2 чёрный ферзь · d2 белая пешка · f2 белая пешка · b1 белый конь · c1 чёрная ладья · d1 чёрный конь · e1 белый ферзь · f1 белый слон | b8 чёрный конь · c8 чёрный слон · a7 чёрная пешка · b7 чёрная пешка · d7 чёрная пешка · a6 белая пешка · b6 белая ладья · c6 белая пешка · a5 чёрная пешка · b5 белая ладья · a4 чёрный король · c4 белый король · e4 белая пешка · c3 белая пешка · c2 чёрный ферзь · d2 белая пешка · f2 белая пешка · b1 белый конь · c1 чёрная ладья · d1 чёрный конь · e1 белый ферзь · f1 белый слон | 5 |
| 4 | b8 чёрный конь · c8 чёрный слон · a7 чёрная пешка · b7 чёрная пешка · d7 чёрная пешка · a6 белая пешка · b6 белая ладья · c6 белая пешка · a5 чёрная пешка · b5 белая ладья · a4 чёрный король · c4 белый король · e4 белая пешка · c3 белая пешка · c2 чёрный ферзь · d2 белая пешка · f2 белая пешка · b1 белый конь · c1 чёрная ладья · d1 чёрный конь · e1 белый ферзь · f1 белый слон | b8 чёрный конь · c8 чёрный слон · a7 чёрная пешка · b7 чёрная пешка · d7 чёрная пешка · a6 белая пешка · b6 белая ладья · c6 белая пешка · a5 чёрная пешка · b5 белая ладья · a4 чёрный король · c4 белый король · e4 белая пешка · c3 белая пешка · c2 чёрный ферзь · d2 белая пешка · f2 белая пешка · b1 белый конь · c1 чёрная ладья · d1 чёрный конь · e1 белый ферзь · f1 белый слон | b8 чёрный конь · c8 чёрный слон · a7 чёрная пешка · b7 чёрная пешка · d7 чёрная пешка · a6 белая пешка · b6 белая ладья · c6 белая пешка · a5 чёрная пешка · b5 белая ладья · a4 чёрный король · c4 белый король · e4 белая пешка · c3 белая пешка · c2 чёрный ферзь · d2 белая пешка · f2 белая пешка · b1 белый конь · c1 чёрная ладья · d1 чёрный конь · e1 белый ферзь · f1 белый слон | b8 чёрный конь · c8 чёрный слон · a7 чёрная пешка · b7 чёрная пешка · d7 чёрная пешка · a6 белая пешка · b6 белая ладья · c6 белая пешка · a5 чёрная пешка · b5 белая ладья · a4 чёрный король · c4 белый король · e4 белая пешка · c3 белая пешка · c2 чёрный ферзь · d2 белая пешка · f2 белая пешка · b1 белый конь · c1 чёрная ладья · d1 чёрный конь · e1 белый ферзь · f1 белый слон | b8 чёрный конь · c8 чёрный слон · a7 чёрная пешка · b7 чёрная пешка · d7 чёрная пешка · a6 белая пешка · b6 белая ладья · c6 белая пешка · a5 чёрная пешка · b5 белая ладья · a4 чёрный король · c4 белый король · e4 белая пешка · c3 белая пешка · c2 чёрный ферзь · d2 белая пешка · f2 белая пешка · b1 белый конь · c1 чёрная ладья · d1 чёрный конь · e1 белый ферзь · f1 белый слон | b8 чёрный конь · c8 чёрный слон · a7 чёрная пешка · b7 чёрная пешка · d7 чёрная пешка · a6 белая пешка · b6 белая ладья · c6 белая пешка · a5 чёрная пешка · b5 белая ладья · a4 чёрный король · c4 белый король · e4 белая пешка · c3 белая пешка · c2 чёрный ферзь · d2 белая пешка · f2 белая пешка · b1 белый конь · c1 чёрная ладья · d1 чёрный конь · e1 белый ферзь · f1 белый слон | b8 чёрный конь · c8 чёрный слон · a7 чёрная пешка · b7 чёрная пешка · d7 чёрная пешка · a6 белая пешка · b6 белая ладья · c6 белая пешка · a5 чёрная пешка · b5 белая ладья · a4 чёрный король · c4 белый король · e4 белая пешка · c3 белая пешка · c2 чёрный ферзь · d2 белая пешка · f2 белая пешка · b1 белый конь · c1 чёрная ладья · d1 чёрный конь · e1 белый ферзь · f1 белый слон | b8 чёрный конь · c8 чёрный слон · a7 чёрная пешка · b7 чёрная пешка · d7 чёрная пешка · a6 белая пешка · b6 белая ладья · c6 белая пешка · a5 чёрная пешка · b5 белая ладья · a4 чёрный король · c4 белый король · e4 белая пешка · c3 белая пешка · c2 чёрный ферзь · d2 белая пешка · f2 белая пешка · b1 белый конь · c1 чёрная ладья · d1 чёрный конь · e1 белый ферзь · f1 белый слон | 4 |
| 3 | b8 чёрный конь · c8 чёрный слон · a7 чёрная пешка · b7 чёрная пешка · d7 чёрная пешка · a6 белая пешка · b6 белая ладья · c6 белая пешка · a5 чёрная пешка · b5 белая ладья · a4 чёрный король · c4 белый король · e4 белая пешка · c3 белая пешка · c2 чёрный ферзь · d2 белая пешка · f2 белая пешка · b1 белый конь · c1 чёрная ладья · d1 чёрный конь · e1 белый ферзь · f1 белый слон | b8 чёрный конь · c8 чёрный слон · a7 чёрная пешка · b7 чёрная пешка · d7 чёрная пешка · a6 белая пешка · b6 белая ладья · c6 белая пешка · a5 чёрная пешка · b5 белая ладья · a4 чёрный король · c4 белый король · e4 белая пешка · c3 белая пешка · c2 чёрный ферзь · d2 белая пешка · f2 белая пешка · b1 белый конь · c1 чёрная ладья · d1 чёрный конь · e1 белый ферзь · f1 белый слон | b8 чёрный конь · c8 чёрный слон · a7 чёрная пешка · b7 чёрная пешка · d7 чёрная пешка · a6 белая пешка · b6 белая ладья · c6 белая пешка · a5 чёрная пешка · b5 белая ладья · a4 чёрный король · c4 белый король · e4 белая пешка · c3 белая пешка · c2 чёрный ферзь · d2 белая пешка · f2 белая пешка · b1 белый конь · c1 чёрная ладья · d1 чёрный конь · e1 белый ферзь · f1 белый слон | b8 чёрный конь · c8 чёрный слон · a7 чёрная пешка · b7 чёрная пешка · d7 чёрная пешка · a6 белая пешка · b6 белая ладья · c6 белая пешка · a5 чёрная пешка · b5 белая ладья · a4 чёрный король · c4 белый король · e4 белая пешка · c3 белая пешка · c2 чёрный ферзь · d2 белая пешка · f2 белая пешка · b1 белый конь · c1 чёрная ладья · d1 чёрный конь · e1 белый ферзь · f1 белый слон | b8 чёрный конь · c8 чёрный слон · a7 чёрная пешка · b7 чёрная пешка · d7 чёрная пешка · a6 белая пешка · b6 белая ладья · c6 белая пешка · a5 чёрная пешка · b5 белая ладья · a4 чёрный король · c4 белый король · e4 белая пешка · c3 белая пешка · c2 чёрный ферзь · d2 белая пешка · f2 белая пешка · b1 белый конь · c1 чёрная ладья · d1 чёрный конь · e1 белый ферзь · f1 белый слон | b8 чёрный конь · c8 чёрный слон · a7 чёрная пешка · b7 чёрная пешка · d7 чёрная пешка · a6 белая пешка · b6 белая ладья · c6 белая пешка · a5 чёрная пешка · b5 белая ладья · a4 чёрный король · c4 белый король · e4 белая пешка · c3 белая пешка · c2 чёрный ферзь · d2 белая пешка · f2 белая пешка · b1 белый конь · c1 чёрная ладья · d1 чёрный конь · e1 белый ферзь · f1 белый слон | b8 чёрный конь · c8 чёрный слон · a7 чёрная пешка · b7 чёрная пешка · d7 чёрная пешка · a6 белая пешка · b6 белая ладья · c6 белая пешка · a5 чёрная пешка · b5 белая ладья · a4 чёрный король · c4 белый король · e4 белая пешка · c3 белая пешка · c2 чёрный ферзь · d2 белая пешка · f2 белая пешка · b1 белый конь · c1 чёрная ладья · d1 чёрный конь · e1 белый ферзь · f1 белый слон | b8 чёрный конь · c8 чёрный слон · a7 чёрная пешка · b7 чёрная пешка · d7 чёрная пешка · a6 белая пешка · b6 белая ладья · c6 белая пешка · a5 чёрная пешка · b5 белая ладья · a4 чёрный король · c4 белый король · e4 белая пешка · c3 белая пешка · c2 чёрный ферзь · d2 белая пешка · f2 белая пешка · b1 белый конь · c1 чёрная ладья · d1 чёрный конь · e1 белый ферзь · f1 белый слон | 3 |
| 2 | b8 чёрный конь · c8 чёрный слон · a7 чёрная пешка · b7 чёрная пешка · d7 чёрная пешка · a6 белая пешка · b6 белая ладья · c6 белая пешка · a5 чёрная пешка · b5 белая ладья · a4 чёрный король · c4 белый король · e4 белая пешка · c3 белая пешка · c2 чёрный ферзь · d2 белая пешка · f2 белая пешка · b1 белый конь · c1 чёрная ладья · d1 чёрный конь · e1 белый ферзь · f1 белый слон | b8 чёрный конь · c8 чёрный слон · a7 чёрная пешка · b7 чёрная пешка · d7 чёрная пешка · a6 белая пешка · b6 белая ладья · c6 белая пешка · a5 чёрная пешка · b5 белая ладья · a4 чёрный король · c4 белый король · e4 белая пешка · c3 белая пешка · c2 чёрный ферзь · d2 белая пешка · f2 белая пешка · b1 белый конь · c1 чёрная ладья · d1 чёрный конь · e1 белый ферзь · f1 белый слон | b8 чёрный конь · c8 чёрный слон · a7 чёрная пешка · b7 чёрная пешка · d7 чёрная пешка · a6 белая пешка · b6 белая ладья · c6 белая пешка · a5 чёрная пешка · b5 белая ладья · a4 чёрный король · c4 белый король · e4 белая пешка · c3 белая пешка · c2 чёрный ферзь · d2 белая пешка · f2 белая пешка · b1 белый конь · c1 чёрная ладья · d1 чёрный конь · e1 белый ферзь · f1 белый слон | b8 чёрный конь · c8 чёрный слон · a7 чёрная пешка · b7 чёрная пешка · d7 чёрная пешка · a6 белая пешка · b6 белая ладья · c6 белая пешка · a5 чёрная пешка · b5 белая ладья · a4 чёрный король · c4 белый король · e4 белая пешка · c3 белая пешка · c2 чёрный ферзь · d2 белая пешка · f2 белая пешка · b1 белый конь · c1 чёрная ладья · d1 чёрный конь · e1 белый ферзь · f1 белый слон | b8 чёрный конь · c8 чёрный слон · a7 чёрная пешка · b7 чёрная пешка · d7 чёрная пешка · a6 белая пешка · b6 белая ладья · c6 белая пешка · a5 чёрная пешка · b5 белая ладья · a4 чёрный король · c4 белый король · e4 белая пешка · c3 белая пешка · c2 чёрный ферзь · d2 белая пешка · f2 белая пешка · b1 белый конь · c1 чёрная ладья · d1 чёрный конь · e1 белый ферзь · f1 белый слон | b8 чёрный конь · c8 чёрный слон · a7 чёрная пешка · b7 чёрная пешка · d7 чёрная пешка · a6 белая пешка · b6 белая ладья · c6 белая пешка · a5 чёрная пешка · b5 белая ладья · a4 чёрный король · c4 белый король · e4 белая пешка · c3 белая пешка · c2 чёрный ферзь · d2 белая пешка · f2 белая пешка · b1 белый конь · c1 чёрная ладья · d1 чёрный конь · e1 белый ферзь · f1 белый слон | b8 чёрный конь · c8 чёрный слон · a7 чёрная пешка · b7 чёрная пешка · d7 чёрная пешка · a6 белая пешка · b6 белая ладья · c6 белая пешка · a5 чёрная пешка · b5 белая ладья · a4 чёрный король · c4 белый король · e4 белая пешка · c3 белая пешка · c2 чёрный ферзь · d2 белая пешка · f2 белая пешка · b1 белый конь · c1 чёрная ладья · d1 чёрный конь · e1 белый ферзь · f1 белый слон | b8 чёрный конь · c8 чёрный слон · a7 чёрная пешка · b7 чёрная пешка · d7 чёрная пешка · a6 белая пешка · b6 белая ладья · c6 белая пешка · a5 чёрная пешка · b5 белая ладья · a4 чёрный король · c4 белый король · e4 белая пешка · c3 белая пешка · c2 чёрный ферзь · d2 белая пешка · f2 белая пешка · b1 белый конь · c1 чёрная ладья · d1 чёрный конь · e1 белый ферзь · f1 белый слон | 2 |
| 1 | b8 чёрный конь · c8 чёрный слон · a7 чёрная пешка · b7 чёрная пешка · d7 чёрная пешка · a6 белая пешка · b6 белая ладья · c6 белая пешка · a5 чёрная пешка · b5 белая ладья · a4 чёрный король · c4 белый король · e4 белая пешка · c3 белая пешка · c2 чёрный ферзь · d2 белая пешка · f2 белая пешка · b1 белый конь · c1 чёрная ладья · d1 чёрный конь · e1 белый ферзь · f1 белый слон | b8 чёрный конь · c8 чёрный слон · a7 чёрная пешка · b7 чёрная пешка · d7 чёрная пешка · a6 белая пешка · b6 белая ладья · c6 белая пешка · a5 чёрная пешка · b5 белая ладья · a4 чёрный король · c4 белый король · e4 белая пешка · c3 белая пешка · c2 чёрный ферзь · d2 белая пешка · f2 белая пешка · b1 белый конь · c1 чёрная ладья · d1 чёрный конь · e1 белый ферзь · f1 белый слон | b8 чёрный конь · c8 чёрный слон · a7 чёрная пешка · b7 чёрная пешка · d7 чёрная пешка · a6 белая пешка · b6 белая ладья · c6 белая пешка · a5 чёрная пешка · b5 белая ладья · a4 чёрный король · c4 белый король · e4 белая пешка · c3 белая пешка · c2 чёрный ферзь · d2 белая пешка · f2 белая пешка · b1 белый конь · c1 чёрная ладья · d1 чёрный конь · e1 белый ферзь · f1 белый слон | b8 чёрный конь · c8 чёрный слон · a7 чёрная пешка · b7 чёрная пешка · d7 чёрная пешка · a6 белая пешка · b6 белая ладья · c6 белая пешка · a5 чёрная пешка · b5 белая ладья · a4 чёрный король · c4 белый король · e4 белая пешка · c3 белая пешка · c2 чёрный ферзь · d2 белая пешка · f2 белая пешка · b1 белый конь · c1 чёрная ладья · d1 чёрный конь · e1 белый ферзь · f1 белый слон | b8 чёрный конь · c8 чёрный слон · a7 чёрная пешка · b7 чёрная пешка · d7 чёрная пешка · a6 белая пешка · b6 белая ладья · c6 белая пешка · a5 чёрная пешка · b5 белая ладья · a4 чёрный король · c4 белый король · e4 белая пешка · c3 белая пешка · c2 чёрный ферзь · d2 белая пешка · f2 белая пешка · b1 белый конь · c1 чёрная ладья · d1 чёрный конь · e1 белый ферзь · f1 белый слон | b8 чёрный конь · c8 чёрный слон · a7 чёрная пешка · b7 чёрная пешка · d7 чёрная пешка · a6 белая пешка · b6 белая ладья · c6 белая пешка · a5 чёрная пешка · b5 белая ладья · a4 чёрный король · c4 белый король · e4 белая пешка · c3 белая пешка · c2 чёрный ферзь · d2 белая пешка · f2 белая пешка · b1 белый конь · c1 чёрная ладья · d1 чёрный конь · e1 белый ферзь · f1 белый слон | b8 чёрный конь · c8 чёрный слон · a7 чёрная пешка · b7 чёрная пешка · d7 чёрная пешка · a6 белая пешка · b6 белая ладья · c6 белая пешка · a5 чёрная пешка · b5 белая ладья · a4 чёрный король · c4 белый король · e4 белая пешка · c3 белая пешка · c2 чёрный ферзь · d2 белая пешка · f2 белая пешка · b1 белый конь · c1 чёрная ладья · d1 чёрный конь · e1 белый ферзь · f1 белый слон | b8 чёрный конь · c8 чёрный слон · a7 чёрная пешка · b7 чёрная пешка · d7 чёрная пешка · a6 белая пешка · b6 белая ладья · c6 белая пешка · a5 чёрная пешка · b5 белая ладья · a4 чёрный король · c4 белый король · e4 белая пешка · c3 белая пешка · c2 чёрный ферзь · d2 белая пешка · f2 белая пешка · b1 белый конь · c1 чёрная ладья · d1 чёрный конь · e1 белый ферзь · f1 белый слон | 1 |
|   | a | b | c | d | e | f | g | h |   |